# Rotovž, Lenart v Slovenskih goricah
Rotovž je stavba kulturne dediščine v Lenartu v Slovenskih goricah.
Gradnja lenarškega rotovža datira v leto 1675. To je zanimiva triosna nadstropna stavba, katere spodnji prostori so obokani, zgornji pa imajo tramaste strope in lesene portale. Na enem od njih je letnica 1675. Zgradba lenarškega rotovža je ostala solidno ohranjena, v povojnem obdobju je bil v njej lep čas sedež obrtne zbornice, nato je leta 1995 v njem začel delovati Radio Slovenske gorice, zadnja leta pa v rotovžu domuje društvo upokojencev. V kletnem delu deluje vinoteka.